# Fužine
Fužine ist eine Gemeinde in Kroatien in der Gespanschaft Primorje-Gorski kotar.

## Lage und Einwohner
Die Gemeinde Fužine liegt im südwestlichen Teil der Gorski kotar, 30 km östlich von Rijeka, umgeben von den drei Seen Bajer, Lepenica und Potkoš. Die Berge in der Umgebung Viševica 1428 m und Bitoraj 1385 m erlauben eine Sicht bis ans Meer mit den Kvarner Inseln.
Die Gesamtgemeinde besteht aus den sechs Dörfern Belo Selo, Benkovac Fužinski, Fužine, Lič, Slavica und Vrata und hat laut Volkszählung 2021 1.394 Einwohner, wovon allein 597 im Hauptort Fužine leben.

## Geschichte
Die älteste Siedlung der Gemeinde, Lič, wurde schon im 12. Jahrhundert erstmals erwähnt. In den 1950er Jahren wurde die Grotte Vrelo entdeckt. Heute ist die 300 m lange Höhle eine große Touristenattraktion.

## Persönlichkeiten
- Franjo Rački (* 1828; † 1894), Historiker
- Krešo Golik (* 1922; † 1996), Regisseur und Drehbuchautor

## Einzelnachweise

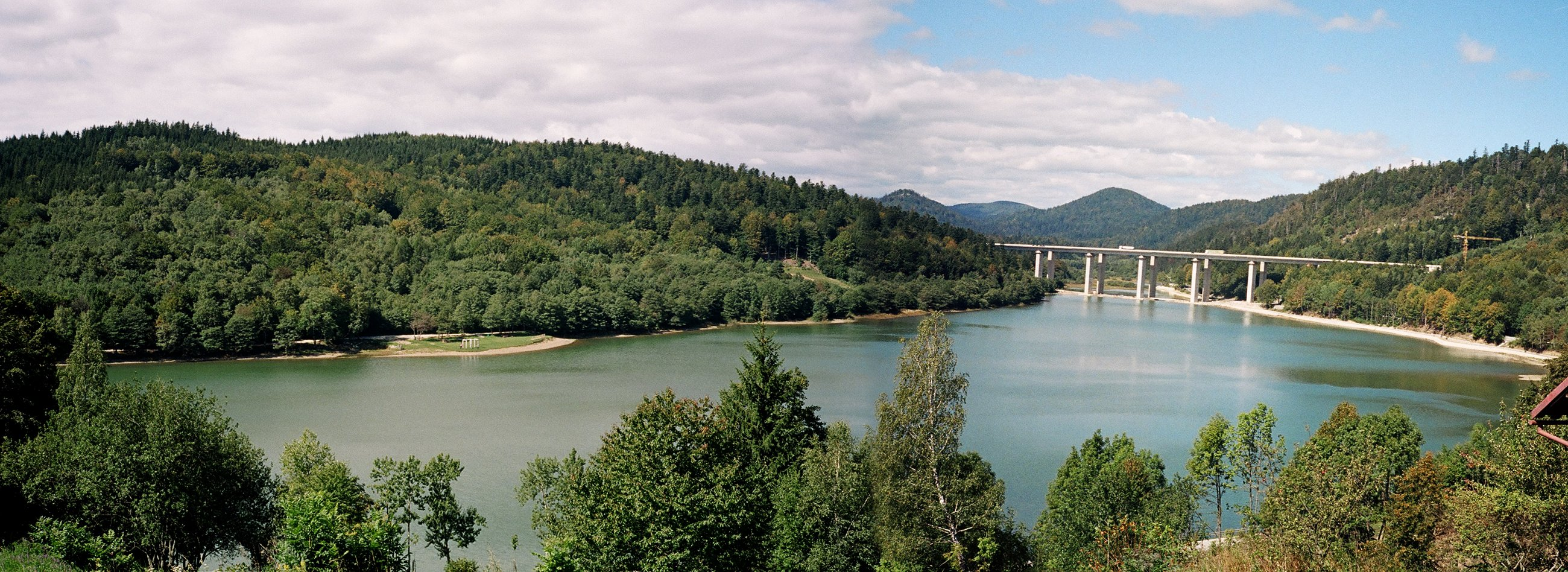
Der See Bajer bei Fužine, mit der Autobahnbrücke der Autobahn Rijeka Zagreb